# Pétange (stacja kolejowa)
Pétange (luks: Gare Péiteng) – stacja kolejowa w Pétange, w dystrykcie Luksemburg, w Luksemburgu.
Jest to stacja Chemins de Fer Luxembourgeois (CFL).

## Opis
Stacja znajduje się 293 m n.p.m., w kilometrze 0,000 linii nr 7. 
Stacja posiada dwa perony i jest obsługiwana przez pociągi RE i RB CFL. Do Luksemburga co półgodziny kursują zarówno pociągi regionalne i regio express. Ponadto istnieje połączenie do Longwy, Rodange, częściowo do Athus, Longuyon, Metz, przez Differdange i Thionville.